# أبو الكلام عبد المؤمن
أبو الكلام عبد المؤمن (ولد في 23 أغسطس 1947)، هو اقتصادي ودبلوماسي وسياسي من بنغلاديش شغل منصب وزير الخارجية من يناير 2019 إلى يناير 2024. شغل منصب الممثل الدائم لبنغلاديش لدى الأمم المتحدة من أغسطس 2009 حتى أكتوبر 2015. انتُخب عضوًا في جاتيا سانجساد من دائرة سيلهيت 1 في الانتخابات العامة لعام 2018. بعد انتخابه، تم تعيينه وزيرًا للخارجية من قبل رئيسة الوزراء الشيخة حسينة.

## الحياة المبكرة والتعليم
وُلِد عبد المؤمن في 23 أغسطس 1947 لعائلة سياسية مسلمة بنغالية في سيلهيت. كان والده أبو أحمد عبد الحفيظ، وهو محامٍ، وكان أحد مؤسسي فرع سيلهيت لرابطة مسلمي عموم الهند وشارك في الحركة الباكستانية. كانت والدته، سيدة شهر بانو ، واحدة من النساء الرائدات في حركة اللغة البنغالية. كان واحدًا من أربعة عشر طفلاً. كان شقيقه الأكبر هو عبد المحيط، وهو وزير مالية سابق، وشقيقته هي شهلا خاتون ، وهي طبيبة وأستاذة وطنية في بنغلاديش.
اجتاز عبد المؤمن امتحان الثانوية العامة من مدرسة سيلهيت الحكومية التجريبية. التحق بجامعة دكا وحصل على بكالوريوس في الاقتصاد عام ،969 وماجستير في اقتصاديات التنمية عام 1971. 